# Silvestre Medvédev
Simeón Agafónovich Medvédev, conocido como Silvestre Medvédev (Kursk, 27 de enero de 1641-Sérguiev Posad, 11 de febrero de 1691) fue un conservador de libros de tipografía de Moscú, escritor eclesiástico, poeta cortesano, y discípulo de Simeón Pólotski. 

## Biografía
Nació en Kursk y vivió allí hasta los 17 años de edad. En 1658 se trasladó a Moscú y entró a trabajar en el Departamento de Asuntos Secretos (Prikaz Táinyj Del). 
En 1665 entró en la escuela de Simeón Pólotski, donde durante 3 años estudió latín y polaco, retórica, versificación, teología y filosofía, y se convirtió en un fervoroso discípulo de Simeón Pólotski.  Dos años más tarde acompañó al boyardo Afanasi Ordín-Nashchokin a Curlandia y a Andrúsovo (en la óblast de Smolensk actual) para firmar el Tratado de Andrúsovo. 
En 1672 su patrón Afanasi Ordín-Naschokin cayó en desgracia y Simeón Medvédev se escondió en Putivl, donde tomó los hábitos con el nombre de Silvestre. Llevó una vida de monje en el Monasterio Bogoróditski (de Madre de Dios) en Kursk.[cita requerida]

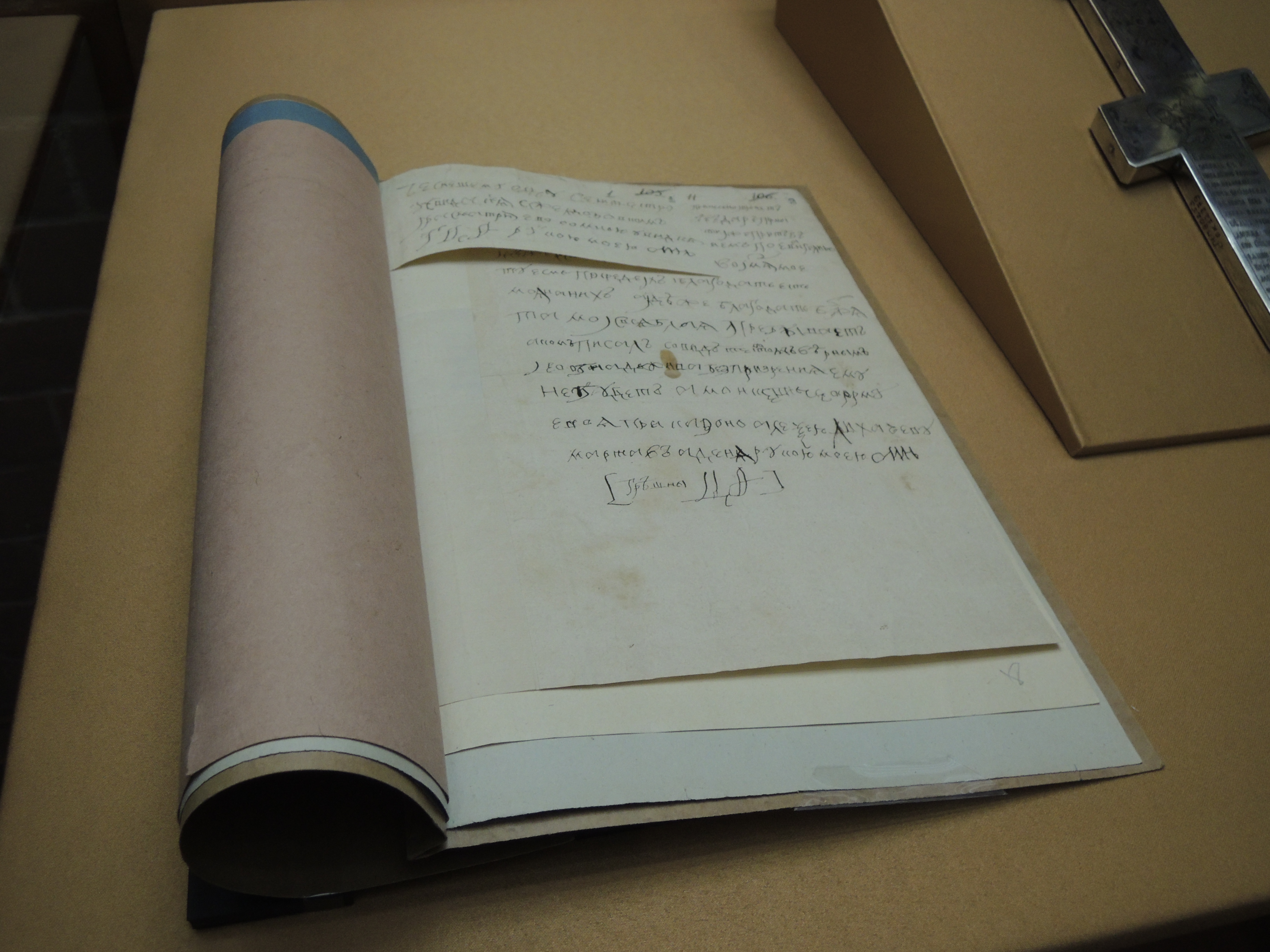
Carta del zar Teodoro III a Silvestre comunicándole su casamiento con Marfa Apráksina. 1 de marzo de 1682

En 1677 volvió a Moscú, donde trabajó como secretario de Simeón Pólotski. El zar Teodoro III de Rusia le concedió audiencia y lo perdonó. Silvestre Medvédev fue nombrado conservador de libros de tipografía de Moscú (1677-1689) y junto a Simeón Pólotski creó una tipografía cortesana en el Kremlin.
Después de la muerte de Simeón Pólotski en 1680 encabezó el grupo de los científicos de Malarrosiya en Moscú. Fue nombrado ábad del Monasterio Spasski (del Salvador). Cuando en 1681 un teólogo polaco vino a Moscú con su Wyznanie Wiary, el patriarca Joaquín encargó a Silvestre Medvédev escribir la contestación a las tesis del polaco. Silvestre Medvédev participó en una discusión sobre las bases de la fe: ¿se fundamenta la fe en la tradición eclesiástica (la posición de la Iglesia Ortodoxa) o en la “ratio” (la actitud de la Iglesia católica)? Medvédev era partidario de la “ratio”. 
Conforme al ukaz de Teodoro III de Rusia de 15 de enero de 1682 se construyeron dos celdas en el Monasterio Spasski para la escuela de Medvédev, donde se enseñaba latín. La escuela existió hasta 1686. Silvestre quería transformar su escuela en academia y presentó su proyecto de la transformación en forma poética Privilegio a la regente Sofía Alekséyevna Románova. Pero unos científicos griegos, los hermanos Lijud (Lichud), fueron a Moscú y el partido “helenófilo”, apoyado por el patriarca Joaquín triunfó al corte. Con lo que todas las escuelas superiores, excepto la “Academia Eslava-Griega-Latina", fueron liquidadas. 
Poco tiempo después lo traicionó la fortuna. Silvestre Medvédev participó en la preparación de la sentencia falsa sobre el traspaso del poder a Sofía Alekséyevna Románova, pasando por encima de los herederos legales Iván y Pedro, menores de edad. Cuando en 1689 Sofía Alekséyevna Románova fue destituida del poder, Silvestre Medvédev se encontró en una situación desagradable, como uno de los enemigos de los nuevos zares, Iván V de Rusia y Pedro I. Silvestre Medvédev estuvo involucrado en la conspiración de Fiódor Shaklovity y cuando esta rebelión fue reprimida huyó de Moscú, pero fue capturado en Dorogobuzh y enviado al Monasterio de la Trinidad y de San Sergio donde instruyeron el sumario sobre el asunto de Fiódor Shaklovity. 
En 1689 Silvestre Medvédev fue expulsado de su orden monástica, torturado y condenado a muerte. Después del juicio fue encarcelado en el Monasterio y exhortado a reconocer su herejía. 
Sus obras fueron prohibidas por el Concilio de la Iglesia ortodoxa rusa en 1690. Fue ejecutado públicamente el 11 de febrero de 1691.

## Obras
Obras poéticas
- “Epitafio” para Simeón Pólotski (1680)
- “Alocución en honor de matrimonio” (para Teodoro III de Rusia) (1682)
- “Llanto” (de la muerte de Teodoro III de Rusia) (1682)
- “Privilegio” (1685)
- “Suscripción en el retrato de Sofía Alekséyevna Románova”

Obras teológicas
- “El libro llamado el pan de la cada día”
- “El libro de la maná del pan de la cada día” (1687)
- “La noticia verdadera para los ortodoxos y el testimonio claro de la corrección de libros nueva y de lo demás” (1688)

Crónica historial
- “Las tablas breves de los años 7190, 91 y 92 y de que ha ocurrido en la tierra” sobre los eventos de la rebelión de los streltsí (1682)

Bibliografía
- “El índice de libros y sus autores”